# Деньи
Деньи́ (фр. Daigny) — коммуна во Франции, находится в регионе Шампань — Арденны. Департамент коммуны — Арденны. Входит в состав кантона Восточный Седан. Округ коммуны — Седан.
Код INSEE коммуны — 08136.
Коммуна расположена приблизительно в 220 км к северо-востоку от Парижа, в 95 км северо-восточнее Шалон-ан-Шампани, в 22 км к востоку от Шарлевиль-Мезьера.

## Население
Население коммуны на 2008 год составляло 355 человек.
| 1962 | 1968 | 1975 | 1982 | 1990 | 1999 | 2008 |
| ---- | ---- | ---- | ---- | ---- | ---- | ---- |
| 347  | 371  | 367  | 361  | 384  | 352  | 355  |

## Экономика
В 2007 году среди 248 человек в трудоспособном возрасте (15—64 лет) 178 были экономически активными, 70 — неактивными (показатель активности — 71,8 %, в 1999 году было 65,9 %). Из 178 активных работали 160 человек (89 мужчин и 71 женщина), безработных было 18 (8 мужчин и 10 женщин). Среди 70 неактивных 20 человек были учениками или студентами, 29 — пенсионерами, 21 были неактивными по другим причинам.